# Eva Ginsburg
Eva Margareta Ginsburg, född 22 augusti 1945 i Stockholm, är en svensk TV-producent.
Ginsburg är dotter till redaktör Manne Ginsburg och Gunnel Segerstedt, och därigenom syster till Gunnel och Agneta Ginsburg. Hon avlade studentexamen 1967, anställdes på Sveriges Radios televisionsavdelning 1969, blev scripta på Aktuellt 1970, på kulturredaktionen 1970–1975, var programledare för Halvfem 1975 och var producent på TV 1 Fakta från 1976. Hon har även varit reporter i Studio S och 20:00. Hon ingick 1981 äktenskap med Göran Elwin.